# Natação no Campeonato Europeu de Esportes Aquáticos de 2022 - 200 m borboleta masculino
A prova dos 200 metros nado borboleta masculino da natação no Campeonato Europeu de Esportes Aquáticos de 2022 ocorreu nos dias 15 e 16 de agosto no Foro Italico, em Roma na Itália. 

## Calendário
| Fase          | Data         | Hora  |
| ------------- | ------------ | ----- |
| Eliminatórias | 15 de agosto | 09:36 |
| Semifinal     | 15 de agosto | 18:57 |
| Final         | 16 de agosto | 18:00 |

Todos os horários estão no horário local (UTC+1)

## Recordes
Antes desta competição, os recordes eram os seguintes:
|                       | Nadador       | Tempo   | Local     | Data                |
| --------------------- | ------------- | ------- | --------- | ------------------- |
| Recorde mundial       | Kristóf Milák | 1:50.34 | Budapeste | 21 de junho de 2022 |
| Recorde europeu       | Kristóf Milák | 1:50.34 | Budapeste | 21 de junho de 2022 |
| Recorde do campeonato | Kristóf Milák | 1:51.10 | Budapeste | 19 de maio de 2022  |

## Medalhistas
| Ouro                | Prata                | Bronze                 |
| Kristóf Milák (HUN) | Richárd Márton (HUN) | Alberto Razzetti (ITA) |

## Resultados

### Eliminatórias
Esses foram os resultados das eliminatórias.
| Pos. | Bateria | Raia | Nadador               | Nacionalidade | Tempo   | Notas |
| ---- | ------- | ---- | --------------------- | ------------- | ------- | ----- |
| 1    | 3       | 4    | Kristóf Milák         | Hungria       | 1:54.97 | Q     |
| 2    | 2       | 5    | Alberto Razzetti      | Itália        | 1:55.44 | Q     |
| 3    | 1       | 3    | Richárd Márton        | Hungria       | 1:55.49 | Q     |
| 4    | 3       | 3    | Giacomo Carini        | Itália        | 1:55.57 | Q     |
| 5    | 1       | 4    | Federico Burdisso     | Itália        | 1:56.10 |       |
| 6    | 1       | 5    | Krzysztof Chmielewski | Polónia       | 1:56.19 | Q     |
| 7    | 1       | 2    | Ondřej Gemov          | Chéquia       | 1:57.32 | Q,    |
| 8    | 3       | 2    | Antonino Faraci       | Itália        | 1:57.54 |       |
| 9    | 3       | 1    | Dávid Verrasztó       | Hungria       | 1:57.65 |       |
| 10   | 2       | 3    | Kregor Zirk           | Estónia       | 1:57.91 | Q     |
| 11   | 3       | 6    | Denys Kesil           | Ucrânia       | 1:57.97 | Q     |
| 12   | 2       | 7    | Arbidel González      | Espanha       | 1:58.08 | Q     |
| 13   | 2       | 4    | Noè Ponti             | Suíça         | 1:58.09 | Q     |
| 14   | 2       | 6    | Michał Chmielewski    | Polónia       | 1:58.11 | Q     |
| 15   | 1       | 6    | Jan Zubik             | Polónia       | 1:58.32 |       |
| 16   | 3       | 5    | Antani Ivanov         | Bulgária      | 1:58.87 | Q     |
| 17   | 1       | 1    | Adrian Jaśkiewicz     | Polónia       | 1:58.96 |       |
| 18   | 2       | 8    | Marius Toscan         | Suíça         | 1:59.11 | Q     |
| 19   | 1       | 7    | Petar Mitsin          | Bulgária      | 1:59.40 | Q     |
| 20   | 2       | 2    | Mason Wilby           | Reino Unido   | 1:59.85 | Q     |
| 21   | 3       | 7    | Joan Lluís Pons       | Espanha       | 1:59.97 | Q     |
| 22   | 3       | 8    | Apostolos Siskos      | Grécia        | 2:00.85 |       |
| 23   | 2       | 1    | Jon Jøntvedt          | Noruega       | 2:01.67 |       |
| 24   | 1       | 8    | Richard Nagy          | Eslováquia    | 2:02.83 |       |
| 25   | 3       | 0    | Liam Custer           | Irlanda       | 2:06.66 |       |
| 26   | 1       | 0    | Alessandro Rebosio    | San Marino    | 2:09.69 |       |
| 27   | 2       | 0    | Finn McGeever         | Irlanda       | DNS     | DNS   |

### Semifinal
Esses foram os resultados das semifinais. 
| Pos. | Bateria | Raia | Nadador               | Nacionalidade | Tempo   | Notas |
| ---- | ------- | ---- | --------------------- | ------------- | ------- | ----- |
| 1    | 2       | 4    | Kristóf Milák         | Hungria       | 1:53.97 | Q     |
| 2    | 1       | 4    | Alberto Razzetti      | Itália        | 1:55.18 | Q     |
| 3    | 1       | 2    | Noè Ponti             | Suíça         | 1:55.28 | Q     |
| 4    | 2       | 5    | Richárd Márton        | Hungria       | 1:55.36 | Q     |
| 5    | 1       | 5    | Giacomo Carini        | Itália        | 1:55.61 | q     |
| 6    | 2       | 3    | Krzysztof Chmielewski | Polónia       | 1:55.68 | q     |
| 7    | 2       | 6    | Kregor Zirk           | Estónia       | 1:56.43 | q     |
| 8    | 1       | 6    | Denys Kesil           | Ucrânia       | 1:56.81 | q     |
| 9    | 2       | 2    | Arbidel González      | Espanha       | 1:57.42 |       |
| 10   | 1       | 3    | Ondřej Gemov          | Chéquia       | 1:57.67 |       |
| 11   | 2       | 7    | Michał Chmielewski    | Polónia       | 1:57.76 |       |
| 12   | 1       | 7    | Antani Ivanov         | Bulgária      | 1:57.90 |       |
| 13   | 2       | 1    | Marius Toscan         | Suíça         | 1:58.81 |       |
| 14   | 1       | 8    | Joan Lluís Pons       | Espanha       | 1:59.18 |       |
| 15   | 1       | 1    | Petar Mitsin          | Bulgária      | 1:59.39 |       |
| 16   | 2       | 8    | Mason Wilby           | Reino Unido   | 1:59.45 |       |

### Final
Esse foi o resultado da final. 
| Pos.              | Raia | Nadador               | Nacionalidade | Tempo   | Notas |
| ----------------- | ---- | --------------------- | ------------- | ------- | ----- |
| Medalha de ouro   | 4    | Kristóf Milák         | Hungria       | 1:52.01 |       |
| Medalha de prata  | 6    | Richárd Márton        | Hungria       | 1:54.78 |       |
| Medalha de bronze | 5    | Alberto Razzetti      | Itália        | 1:55.01 |       |
| 4                 | 2    | Giacomo Carini        | Itália        | 1:55.17 |       |
| 5                 | 3    | Noè Ponti             | Suíça         | 1:55.26 |       |
| 6                 | 8    | Denys Kesil           | Ucrânia       | 1:55.80 |       |
| 6                 | 1    | Kregor Zirk           | Estónia       | 1:55.80 |       |
| 8                 | 7    | Krzysztof Chmielewski | Polónia       | 1:56.43 |       |

Legenda
| Recorde mundial       | Recorde mundial (World record)               |                       | Recorde africano                      | Recorde africano (African) |                                           | Q | Classificado por posição (Qualified) |
| Recorde do campeonato | Recorde do campeonato (Championship record)  | Recorde da América    | Recorde da América (Americas)         | q                          | Classificado por melhor tempo (Qualified) |   |                                      |
| Melhor marca do ano   | Melhor marca do ano (World leading)          | Recorde asiático      | Recorde asiático (Asian)              | DNS                        | Não largou (Did not start)                |   |                                      |
| Recorde nacional      | Recorde nacional (National record)           | Recorde europeu       | Recorde europeu (European)            | DNF                        | Não terminou (Did not finish)             |   |                                      |
| Recorde pessoal       | Recorde pessoal do atleta (Personal best)    | Recorde da Oceania    | Recorde da Oceania (Oceania)          | DSQ / DQ                   | Desclassificado (Disqualified)            |   |                                      |
| Recorde da temporada  | Recorde da temporada do atleta (Season best) | Recorde sul-americano | Recorde sul-americano (South America) | NM                         | Sem marca (No mark)                       |   |                                      |